# Cardeal-do-nordeste
O cardeal-do-nordeste (nome científico: Paroaria dominicana), também conhecido como galo-da-campina, galo-de-campina, cabeça-vermelha ou simplesmente cardeal, é uma ave passeiforme da família thraupidae, gênero paroaria.[carece de fontes?]
Muito comum no nordeste, porém nos dias atuais já é possível encontrar esta espécie de ave na região sudeste, norte e noroeste do Paraná.

## Características
A espécie tem cerca de 17 cm de comprimento, cabeça anterior e garganta vermelhas sem topete, abdomem branco, costas acinzentadas. Vive em bandos nas caatingas em quase todo o nordeste brasileiro. Alimenta-se de sementes, bagas e insetos.

## Galeria

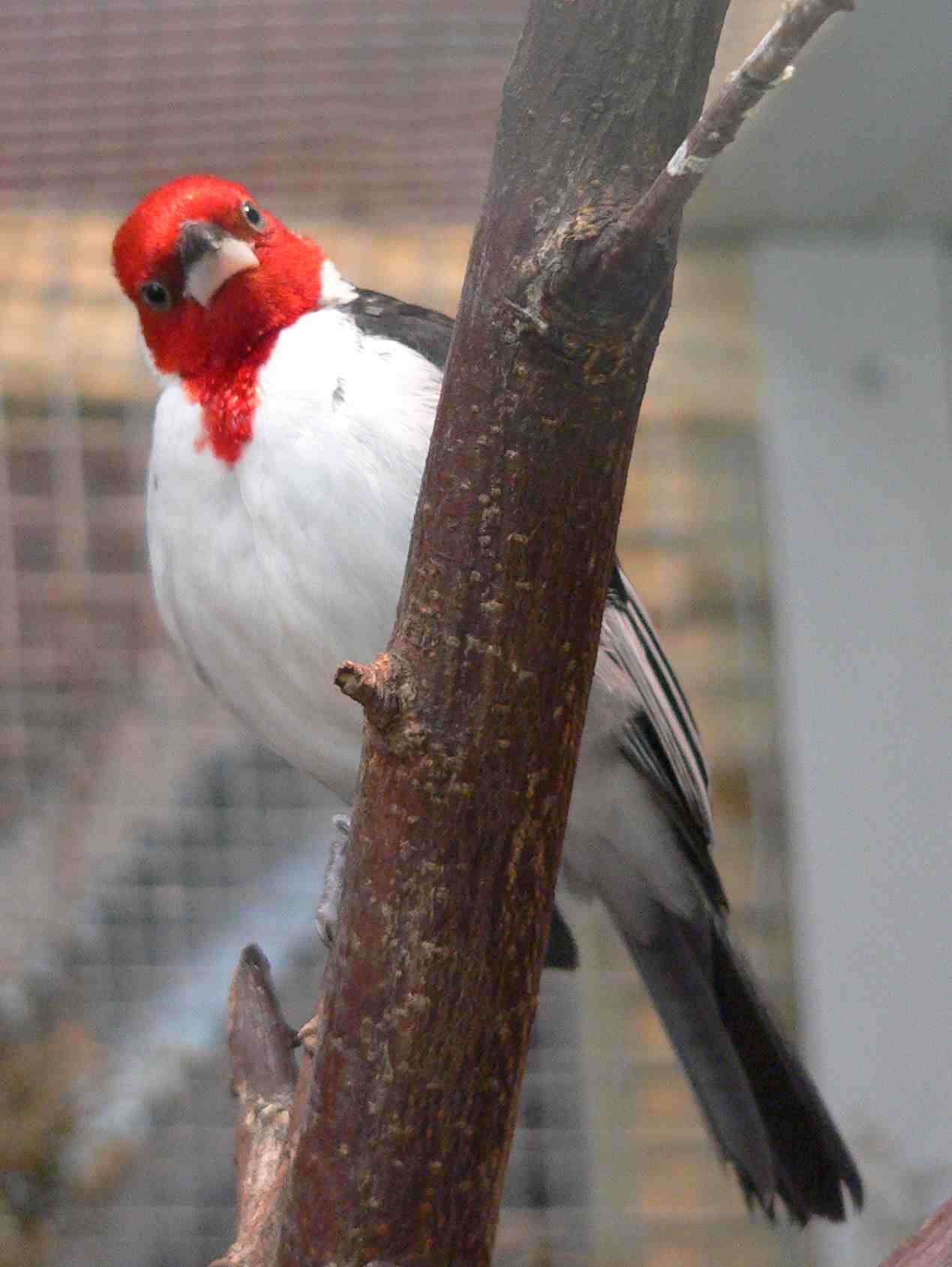
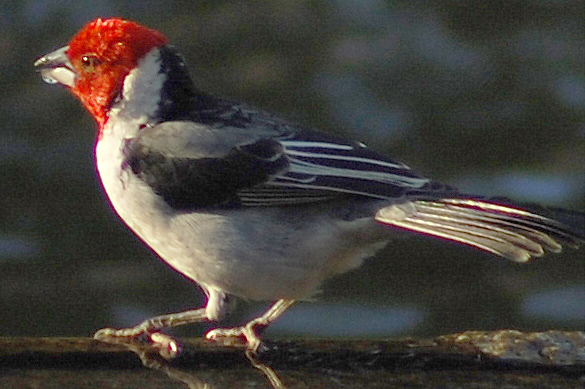
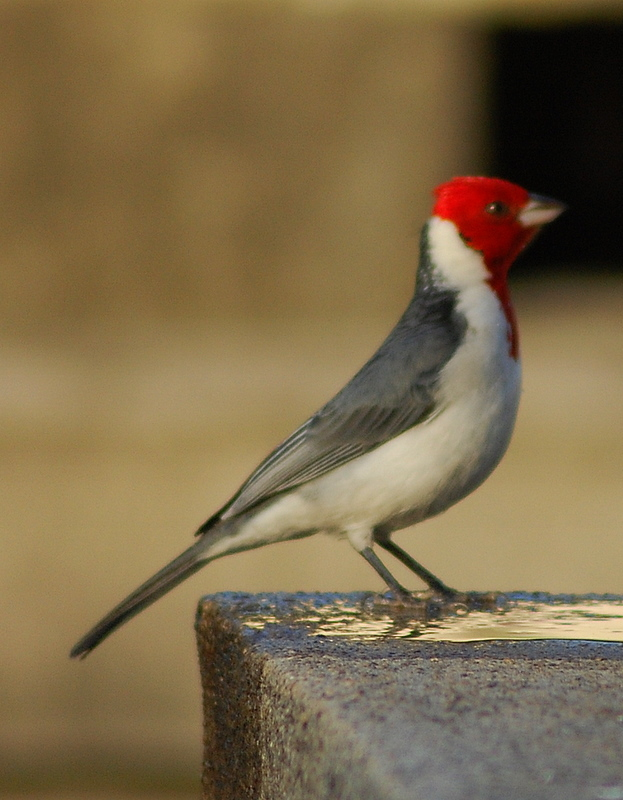
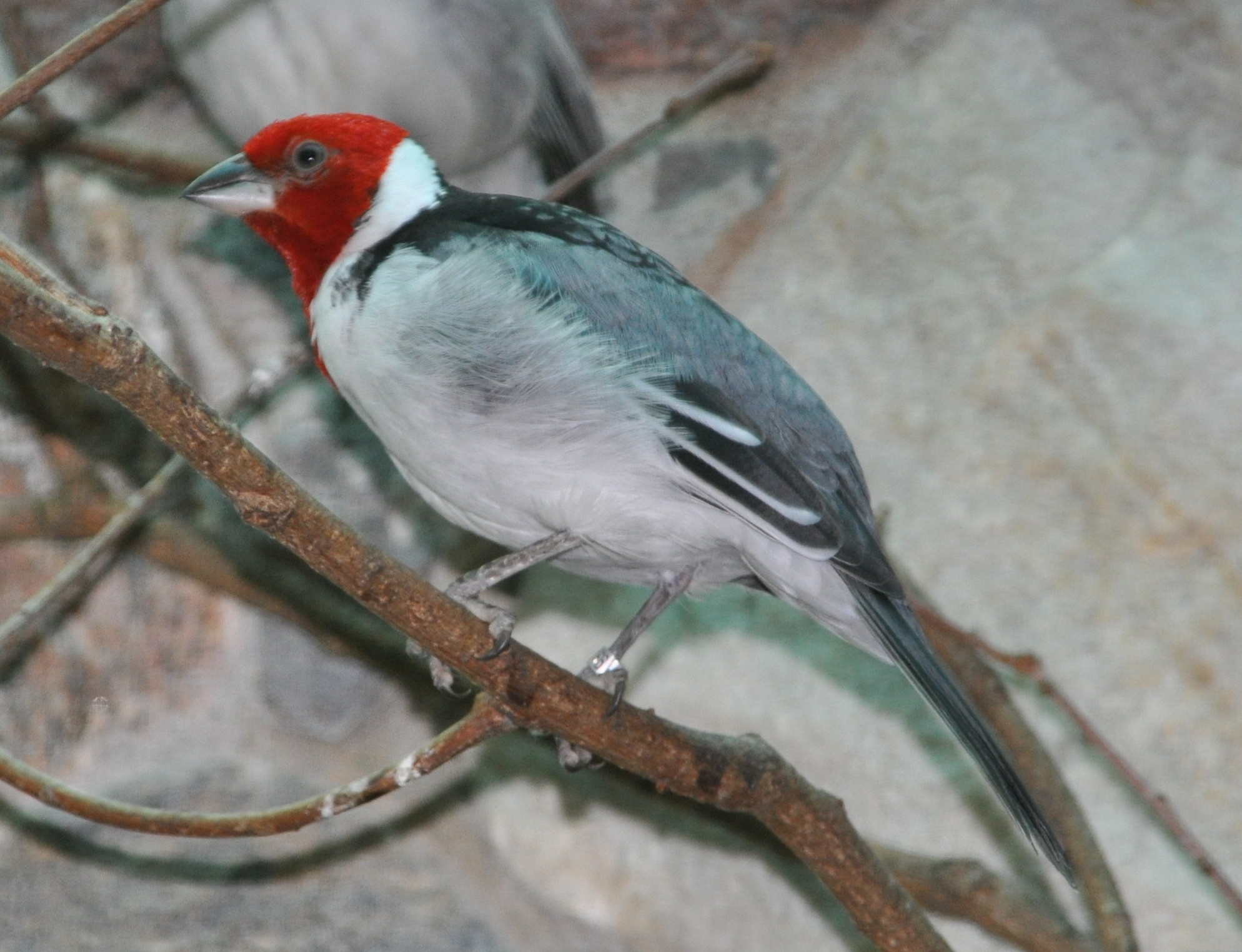
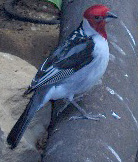
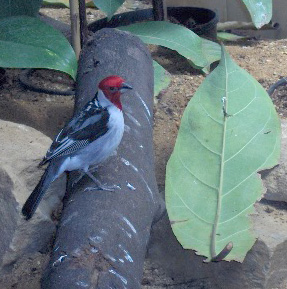
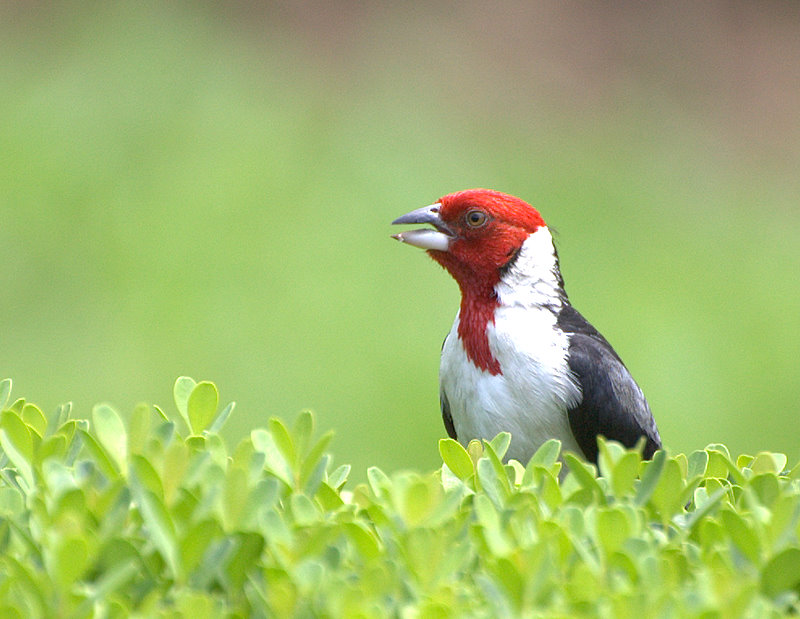
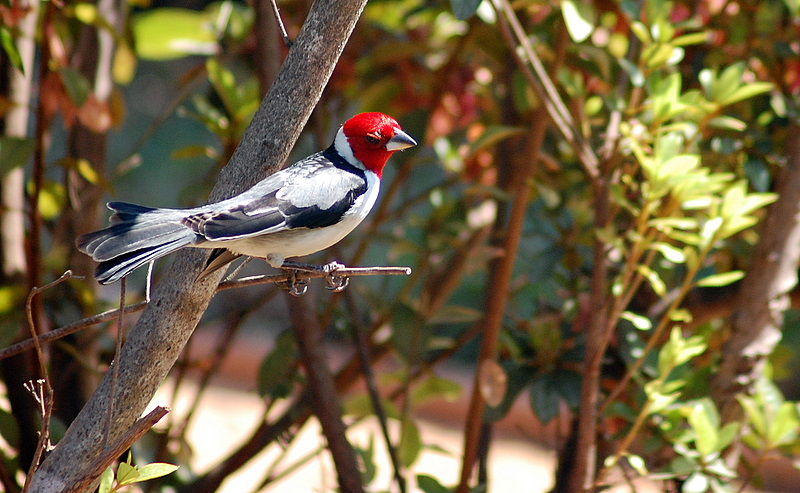
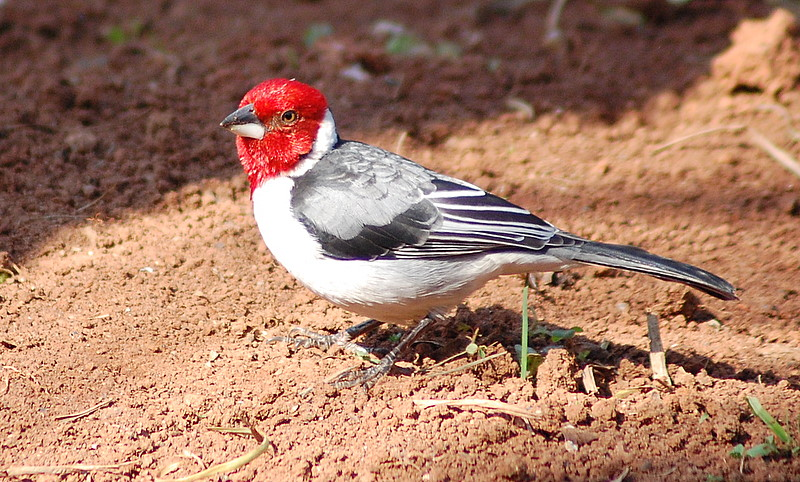